# Hostomel
Hostomel (ukrainisch Гостомель; russisch Гостомель Gostomel) ist eine am Ufer des Irpin gelegene Siedlung städtischen Typs in der ukrainischen Oblast Kiew mit 16.200 Einwohnern (2019).

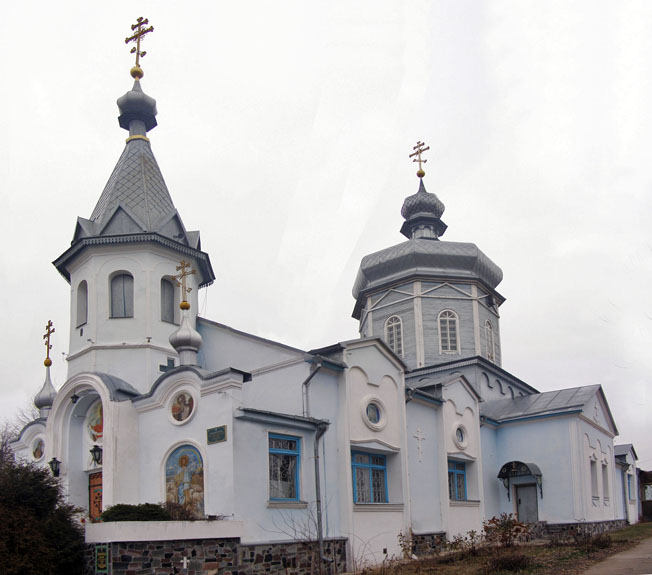
Kirche der Fürbitte im Ort

## Geographische Lage
Die vom Rajon Kiew-Swjatoschyn umgebene Ortschaft grenzt an die Stadt Butscha.
Im Nordwesten der zur Agglomeration Kiew zählenden Siedlung liegt der internationale Fracht- und Werksflughafen Kiew-Hostomel.
Über die M 07 sowie die T-10-11 und T-10-02 ist die Siedlung an das ukrainische Fernstraßennetz angebunden.

## Geschichte
Die im Jahre 1494 gegründete Ortschaft erhielt 1614 das Magdeburger Stadtrecht. Seit 1938 hat Hostomel den Status einer Siedlung städtischen Typs.
Anfang November 2022 erschien das Wandbild einer Frau mit Feuerlöscher, das Banksy zugerechnet wird. Das Bild wurde in diebischer Absicht aus der Wand getrennt beschlagnahmt und ein Mann wegen des Verdachts von Diebstahl unter Kriegsrecht rechtlich verfolgt.

## Russischer Überfall auf die Ukraine 2022
Am 7. März 2022 wurde bekannt, dass der Bürgermeister der Stadt, Jurij Prylypko, während des russischen Überfalls auf die Ukraine von russischen Soldaten bei der Essens- und Arzneimittelausgabe gezielt erschossen wurde. Die Exhumierung fand am 12. April unter internationaler Beobachtung statt. Bei dem Angriff starben auch zwei weitere Zivilisten.
Am 2. April 2022 meldete die Regierung der Ukraine die Befreiung von Hostomel und anderen Vororten von Kiew.
Der Schweizer Verpackungsglashersteller Vetropack, welcher rund 600 Angestellte in Hostomel beschäftigt, hat den Betrieb des dortigen Glaswerks infolge des Überfalls weitgehend eingestellt.

## Verwaltungsgliederung
Am 12. Juni 2020 wurde die Siedlung zum Zentrum der neugegründeten Siedlungsgemeinde Hostomel (Гостомельська селищна громада/Hostomelska selyschtschna hromada). Zu dieser zählen auch die 3 in der untenstehenden Tabelle aufgelisteten Dörfer, bis dahin bildete sie zusammen die gleichnamige Siedlungsratsgemeinde Hostomel (Гостомельська селищна рада/Hostomelska selyschtschna rada) als Teil der Stadtratsgemeinde Irpin, welche wiederum der Oblastverwaltung unterstellt war.
Am 17. Juli 2020 kam es im Zuge einer großen Rajonsreform zum Anschluss des Rajonsgebietes an den Rajon Butscha.
Folgende Orte sind neben dem Hauptort Hostomel Teil der Gemeinde:
| Name                     | Name       | Name              |
| ukrainisch transkribiert | ukrainisch | russisch          |
| ------------------------ | ---------- | ----------------- |
| Horenka                  | Горенка    | Горенка (Gorenka) |
| Moschtschun              | Мощун      | Мощун             |
| Osera                    | Озера      | Озёра (Osjora)    |